# (23890) Quindou
(23890) Quindou est un astéroïde de la ceinture principale découvert le 22 septembre 1998 par le OCA-DLR Asteroid Survey. Il est nommé en l'honneur de Sabine Quindou, animatrice de l'émission de télévision française C'est pas sorcier.